# Museo el Gramático

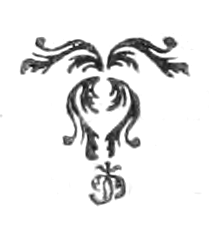
Ornamento impreso de "Hero y Leandro" de 1773

Museo (Μουσαῖος), llamado Museo el Gramático (Μουσαίος ο Γραμματικός) para distinguirlo de otro Museo anterior a él, fue un poeta griego que floreció en el siglo V d. C. según unos; según otros, en el siglo VI.
Le dio celebridad un hermoso poema de 342 hexámetros de asunto mitológico, Hero y Leandro (Τα καθ' Ηρώ και Λέανδρον), considerado una obra maestra del género. En español ha sido editado y traducido por el helenista Antonio Ruiz de Elvira (2003) y traducido por José Guillermo Montes Cala (1994). El poema, a pesar de ser una indudable obra maestra, es muy erudito y está algo influido por la novela griega.